# Borroloola Airport
Borroloola Airport är en flygplats i Australien. Den ligger i kommunen Roper Gulf och territoriet Northern Territory, omkring 710 kilometer sydost om territoriets huvudstad Darwin.
Trakten runt Borroloola Airport är nära nog obefolkad, med mindre än två invånare per kvadratkilometer.. Närmaste större samhälle är Borroloola, nära Borroloola Airport. 
Omgivningarna runt Borroloola Airport är huvudsakligen savann. Genomsnittlig årsnederbörd är 1 211 millimeter. Den regnigaste månaden är januari, med i genomsnitt 349 mm nederbörd, och den torraste är augusti, med 1 mm nederbörd.